# Cryptolepideae
Cryptolepideae es una tribu de plantas de flores perteneciente a la familia Apocynaceae (orden Gentianales).  Esta tribu tiene los siguientes géneros.

## Géneros
| - Baroniella - Baseonema - Cryptolepis - Cryptostegia - Ectadium - Epistemma - Hemidesmus - Maclaudia | - Mangenotia - Omphalogonus - Pentanura - Pentopetia - Phyllanthera - Sacleuxia - Stomatostemma - Telectadium |